# 李贵真
李贵真（1911年—1999年），女，山东恩县人，中国昆虫学家、教育家，曾任贵阳医学院副院长，第三届全国人大代表。